# لويز هاي
لويز هاي (بالإنجليزية: Louise Hay)‏ هي رياضياتية أمريكية، ولدت في 14 يونيو 1935 في متز في فرنسا، وتوفيت في 28 أكتوبر 1989 في أوك بارك في الولايات المتحدة.